# Miguel Ángel Ponce
Miguel Ángel Ponce, född den 12 april 1989 i Sacramento, Kalifornien, är en mexikansk fotbollsspelare som spelar för Deportivo Guadalajara. Han var med och tog OS-guld i herrfotbollsturneringen vid de olympiska fotbollsturneringarna 2012 i London. 